# Јовац (Ћуприја)
Јовац је насеље које се налази у Србији у Поморавском округу. Према попису из 2022. године, у Јовцу живи 820 становника. Заједно са селом Дворица чини једну месну заједницу која припада општини Ћуприја. Прве писане трагове који говоре о Јовцу налазимо у Хрисовуљи кнеза Лазара коју он издаје манастиру Раваници, око 1380. године. Оригинал није сачуван, али постоји неколико њених преписа. Повеља садржи око 350 топонима, од којих су 146 били називи села, међу којима се налазе и Еоховац (Јовац) и Придворица (Дворица), на левој обали Велике Мораве. По броју топонима који се помињу у Хрисовуљи, можемо закључити да је Поморавље у том периоду било богато насељено и напредно.
Јовац се налази на 150. километру јужно од Београда, идући путем Е-75 (Београд - Ниш) и на 12. километру јужно од Јагодине (регионални пут Р 217). Једним својим делом, Јовац се наслања на падине планине Јухор, док други део лежи на плодној моравској равници. Ако се узме у обзир овакав географски положај, лако је закључити да село поседује велики потенцијал у узгајању различитих биљних култура и животињских врста. У прилог томе иде и чињеница да је Јовац окружен трима поморавским градовима, који се налазе врло близу: Јагодином (12 km), Ћупријом (11,9 km) и Параћином (16,5 km).
Упркос великом потенцијалу, Јовац се, као и већина српских села, сусреће са проблемом миграција становништва у веће средине и у иностранство. Треба напоменути да овакав негативни тренд није био присутан увек. Јовац је село које је некада било чувено по грожђу и вину. Сваки становник је у просеку поседовао око 2 хектара винограда, а јовачко виногорје простирало на чак 800 хектара. У том периоду, захваљујући великом привредном и економском успону, Јовац је био засебна општина са константним порастом становника. Привредни успон пратио је и културни процват.
Данас се становништво бави земљорадњом или је запослено у околним градовима. Последњих година бележи се пораст у производњи меда и пчелињих производа, што би у будућности, захваљујући природном потенцијалу, могло постати препознатљив бренд и извор прихода становништва.
Село Јовац има основну школу са осам разреда, вртић, пошту, месну канцеларију, амбуланту, апотеку, фризерски салон, фудбалски клуб, две продавнице и две пољопривредне апотеке.

## Име
О настанку имена села постоје две теорије:
(1) По мишљењу Станоја М. Мијатовића изнетом у књизи "Белица" из 1930. године, село Јовац добило је име по мноштву дрвета јове које је расло на овим просторима;
(2) Јован Мишковић у свом "Топографском речнику јагодинског округа", пак, сматра да је Јовац добио име по неком човеку, Јовану, који се ту први доселио. Такође, Мишковић налази да се Јовац дели на три махале: Ужарску, Плањанску и Некрштену, а саме делове села дели на Горњи и Доњи Јовац. Доњи Јовац представља старије насеље, док Горњи Јовац настаје селидбом становника због сталног изливања Велике Мораве.
Ото Дубислав Пирх ће Доњи Јовац назвати Велики Јовац, а Горњи Јовац ће назвати Мали Јовац. Пирх помиње још једно насеље, Врањевац, чијих трагова данас нема, али топоним је остао у називу потока који протиче кроз центар села.
Легенда каже да је у старом крају, негде у топличким брдима, живела баба Стана са својим усињеником и његовим близанцима. Њен усвојеник беше тако бистар, да нико није умео песнички да напија здравице као он. Уз гусле је опевао многе догађаје и исмејао многе зулумћаре. На једном сабору, због оваквог дара, на њега је насрнуо турски врсник. Желећи да се одбрани, он убоде Турчина отровним врхом гудала и усмрти га. Исте ноћи, Стана, њен усињеник и његова два близанца побегоше на север. На сваком одморишту, близанци хтедоше да оставе дарове и ту се заувек населе, међутим, Стана, гледајући у травни колут, предвиђала је дивотни крај у који ће доћи и они би одмах кретали даље.
Тих дана, у месту у коме им је Усуд одредио стално место боравка, у својој бусији лежао је Циганин који је гоњен од стране власти, јер је неовлашћено искрчио моравску обалу зараслу јовама, које су му биле потребне да дуби предмете од дрвета. Искрчена обала није могла да задржи набујалу реку, која се изли и поплави најбоље њиве. Сви усеви били су уништени, а глад је захватила читаво становништво. Једне ноћи, када је баба Стана са усињеником и близанцима пристигла у село, Циганин се уплаши, опали из пушке и усмрти близанце. Ово место од тада се зове Два гроба. Сељани прихватише баба Стану и несрећног родитеља и понудише им становање на месту где је Циганин дрвљенисао. Како није желео да себи дом прави на туђој земљи, досељеник оде према водоплавној низини и поврати поплављено земљиште. На обалама засади јове, које су поново постале заштитнице села од изливања реке. Од мноштва јова наста име Јовац.
Називи села Јовац кроз историју:
Еоховац - Хрисовуља кнеза Лазара манастиру Раваници (1380. година),
Јеховац - Браничевски тефтер (1467. година) и Најпергов попис села из Србије (1718. година),
Јовац - савремени пописи.

## Географија
Насеље Јовац налази се на 120m надморске висине, на (Е) 21°18′57″ источне географске дужине и (N) 43°54′15.8″ северне географске ширине. Укупна површина његовог атара је 1.614ha. Како је то случај и са селима Темнића и Левча, Јовац је основан поред живе текуће воде - потока Врањевца. Спада у средње збијена села, а највећа концентрација кућа налази се са леве и десне стране регионалног пута.

## Историја
Захваљујући повољном географском положају, Велика Морава још у праисторији, а нарочито у каснијим периодима постала је стециште различитих култура, народа и ентичких група. Разни локалитети и налазишта говоре нам о развијеном животу и култури давно изумрлих народа који су насељавали плодну моравску равницу. Неки од њих су: јеврејско гробље, турско гробље, два гроба, највероватније из средњег века и остаци две цркве. Многи од њих још увек су недовољно истражени.
Прве писане трагове у којима се помиње Јовац налазимо у Хрисовуљи кнеза Лазара коју он издаје манастиру Раваници и притом му дарује велики прилог у виду земљишта и сребра. Оригинал ове Повеље није сачуван и данас постоје само преписи: врднички, болоњски и раванички. По овим преписима, година настанка Хрисовуље је различита, али се може рећи да је настала негде око 1380. године. Повеља садржи око 350 топонима, од којих су 146 били називи села, међу којима се налазе и Еоховац (Јовац) и Придворица (Дворица), на левој обали Велике Мораве.
Француски посланик Шарл де Фериол, који је пратио турског султана на угарске походе крајем 17. и почетком 18. века, забележио је да равница око Јагодине изгледа дивно, али да је потребно много година мира како би се искористио њен пуни потенцијал. Према списку парохија из 1724. године Јовац је имао 15 домова, а према истом извору 1735. године 18 домова.
У току Првог светског рата, велики број војно способног становништва са простора Јовца и Дворице је мобилисан. Многи од њих учествовали су у славним победама српске војске у Куманову, Битољу, Брегалници... Такође, велики број њих прошао је Албанију и боравио на острвима Крфу и Виду. Нажалост, 141 мештанин Јовца и Дворице изгубио је живот у овим биткама и није дочекао крај рата. Њима и изгинулим мештанима у балканским ратовима, становништво Јовца одужило се подизањем споменика у порти цркве, освећеном 30. јула 1936. У склопу овог споменика био је и споменик краљу Александру I Карађорђевићу који је након Другог светског рата срушен и који чека на обнављање. На споменику је исписано: "Изгинулима у ратовима за ослобођење земље 1912—1918. године. Спомен подижу сељани Доњег Јовца, Горњег Јовца и Дворице, 1934. године. Добротвори: Јовачка земљорадничка кредитна задруга и Ђорђе Велимировић из Дворице."
Почетак Другог светског рата у Јовцу обележило је масовно одвођење становништва у заробљеништво. Велики број способних мушкараца боравио је у Аустрији и Немачкој на принудном раду. Године 1942, на простору Поморавља, немачку окупациону власт замениће бугарска. Половином октобра 1944. године, дошло је до борбе совјетских снага са војском немачке, за положај Ђула, у близини железничке станице Јовац. Совјети су потискивали немачку војску према Гиљу и Јагодини и том приликом страдало је 15 совјетских бораца и један нижи официр. Седморица бораца сахрањено је у порти цркве у Јовцу, док је осморица бораца и нижи официр сахрањено у дворишту Месне канцеларије Остриковац. Поп Тихомир Јовановић 17.10.1944. године, у поподневним часовима, служио је опело изгинулим ослободиоцима. Ексхумација њихових тела спроведена је 1962. године и они су, заједно са свим црвеноармејцима изгинулим на простору Поморавља, сахрањени у комплексу Руско гробље у Јагодини. На месту где су почивали, данас се налази спомен-плоча, која је у јако лошем стању. Одмах након ослобођења Ћуприје, у овај град стиже 45. дивизија НОВЈ којој приступају многи мештани села Јовца и Дворице (око 200 људи). Они су са својом дивизијом учествовали у даљем ослобођењу Србије, а њих 16-орица није дочекало крај рата.

## Религија
Већинско становништво села је православно. Село слави две сеоске славе, Огњену Марију и Свету Тројицу (Духове). Готово сва сеоска домаћинства, тј. родови, имају свог свеца заштитника и славе славу. Најбројнији су они који славе: Светог Николу, Светог Јована, Свету Петку, Светог Димитрија, итд. У центру села налази се и храм посвећен управо Силаску Светог Духа на апостоле, тј. Светој Тројици.
Храм Силаска Светог Духа на апостоле (Свете Тројице), један је од најстаријих у окружењу села Јовца, од кога је старији једино храм Светог Јакова у селу Дубока код Јагодине који датира из XV века. Садашњи изглед храм добио је градњом у неколико етапа у XIX и XX веку, међутим, интересантан је податак да у његовим темељима постоји једна доста старија сакрална грађевина, који датира из 1670. године и која својим обликом и димензијама превазилази могућности многих тадашњих провинцијских насеобина под турском владавином, чиме закључујемо да је Јовац раније био једно напредно и богато насеље. Ако узмемо у обзир и чињеницу да се име Јовца први пут помиње у Хрисовуљи кнеза Лазара коју он издаје манастиру Раваница (око 1380. године), можемо закључити да наше село има дугу традицију и богату историју. Храму припада и Антиминс из 1772. године, освештан од стране епископа вршачког, Софронија Јовановића. Антиминс се тренутно налази на чувању у манастиру Каленић и има културно-историјски значај.
Данашњи храм скромнијих је димензија, упрошћеног и јасног једнобродног простора, са крајње сведеним програмом полихромије. Грађевина је без кубета, са полигоналном апсидом на источној страни, наглашеним угаоним пиластрима који се у врховима завршавају отвореним квадратним куполицама, са једноделним прозорима, али троделним (данас преправљеним) улазом, изнад кога је розета данас потпуно президана. Отворени ексонартекс на западној страни изнад кога се уздиже квадратни звоник настао је у новије време.
Због свог архитектонског и културно-историјског значаја, од 21. марта 2007. године, храм се налази под заштитом Завода за заштиту споменика културе у Крагујевцу.

## Привреда
Најранији досељеници у ове крајеве највероватније су затекли површине под густом шумом у брдима, барама и шикарама са топољарима (у пределу Велике Мораве) које су морали да крче и рашчишћавају. Добре 3/5 земљишта чини равница са јаком и плодном земљом, док је 2/5 брегова и брда са слабијом земљом.
Земљиште у долини је потпуно равно, због наноса реке, и у њему је најприсутнија црница. У овом крају успевају све врсте житарица, детелина, индустријско биље, воће и поврће и то са изванредним приносима. Падине Јухора (ближе подножју) погодне су за гајење воћа и винове лозе, док су стрмији крајеви погодни за развој сточарства и шумарства. На падинама Јухора присутне су и клисуре потока са фелпадским стенама, што отвара могућност стварања каменолома и рудника порцелана, графита и кварца.
Развој привреде у Јовцу и Дворици уследио је након Првог, а нарочито након Другог светског рата. Стичу се нова знања на плану пољопривреде, механизација се осавремењује и земљиште се боље обрађује. Мештани долазе до нових, најквалитетнијих сорти пољопривредних култура, а највише се развија виноградарство, које целом селу даје велике приходе. У селу се отварају дућани, винарска задруга, кафане, пекаре, месаре, ковачке радње, кројачке радње, итд. Велики број мештана се запошљава и, поред пољопривреде, бави се занатством. Село је електрификовано су 1946. године, након чега добија и биоскоп. Треба напоменути да је је електрична енергија у Јовац стигла пре него у околним градовима.
Међутим, након овако великог напретка, долази нова струја. Земљиште се конфискује, а отварањем фабрика у градовима, становништво села масовно се сели у градове и напушта сеоску средину.
Из наведеног се може закључити да села Јовац и Дворица имају велики привредни потенцијал, који треба искористити.

## Пољопривреда
Када говоримо о Јовцу, немогуће је не поменути да је ово село некада, па и сада, познато по добром грожђу и вину. Јовачко виногорје припада рејону Три Мораве, Јагодински подрејон. Овом рејону припадају још и параћинско, јагодинско, левачко, трстеничко, темнићко, крушевачко, жупско и ражањско виногорје, а сва виногорја заједно, по квалитету и приносима, спадају у другу групу винограда, чији је принос око 2 кг по чокоту, одн. 7500-8000кг по хектару.
У 19. веку, село Јовац, као и читав Јагодински округ, био је један од најбогатијих предела виновом лозом у Србији. Готово да је свака кућа, без обзира на економски статус, имала виноград. Због повољних климатских и земљишних услова, сваки засађени ластар је успевао и рађао грожђе. Оваква ситуација потрајала је све до 1882. године, када је епидемија филоксере и пламењаче захватила цео рејон и уништила око 65% винограда.
У периоду између 1882. и 1900. године, јовачки виногради били су потпуно уништени. Тада, мештанин Јовца, Милун Лукић, набавком посебне сорте грожђа, отпорне на филоксеру, обнавља прво свој виноград, а онда убеђује и остале мештане у то.
Тако је, 1908. године, основана виноградарска задруга, од које су старије једино Винарска задруга у Аранђеловцу (основана 1904. године) и Винарска задруга у Смедереву (основана 1906. године). Оснивач задруге био је Милун Лукић. Она се у почетку бавила подизањем винограда и имала је око 60 задругара-виноградара. Члан је могао постати сваки мештанин који има виноград. Прве судове и опрему за прераду грожђа задрузи су даровали сами виноградари, у жељи да њихов заједнички посао успе.
Након оснивања виноградарске задруге, задругари на добровољној бази почели су да граде и вински подрум. Балкански ратови и Први светски рат успорили су зидање подрума, који је коначно завршен 1922. године и тада почиње са радом Виноградарско – земљорадничка задруга. Тада је све почело. Јовац и Дворица доживљавају велики успон, а како је Морава стално плавила равничарски део, било је исплативо бавити се виноградарством у брдским крајевима села. Тако је број задругара стално растао, а површина засађена виноградима бивала све већа. Јовачки виногради тада су се простирали од Јагодине до Варварина, а свако домаћинство имало је у просеку по 2 хектара под виноградима. Ако се узме у обзир да је тада Јовац имао око 400 домаћинсатва, може се закључити да је под виноградима било чак 800 хектара. У периоду између два светска рата (1919—1941. године) виноградарство у селима Јовац и Дворица бележи највећи напредак, самим тим и економску снагу, а имовински статус становништва расте. У том периоду ова села постају једна од најнапреднијих у предратној Србији. По тадашњим истраживањима, сваки становник Србије пио је просечно око 20 литара вина, док је данас тај просек 4-5 литра по особи. У то време, у Јовац су долазили Немци и Аустријанци да купују чувену Јовачку ружицу. Стари Јагодинци умели су да коментаришу да је била толико добра да је могла да "тера воз". Године 1937/38. Јовачка виноградарско – земљорадничка задруга извозила је своје стоно вино и грожђе у Немачку и Аустрију, па су становници Беча и Минхена, за време ручка пили управо наше, јовачко вино.
У овом периоду, реклама није била оваква као данас, али су се оштроумни мештани свакако добро снашли и психолошким путем ширили причу о чувеном јовачком вину. Ево како: Лепо обучен мештанин, средњих година и доброг имовинског стања, отишао би у неку од бољих кафана у Крагујевцу, Крушевцу или Београду и наручио богати ручак. Након обеда, од механџије би потражио јовачко вино. Тада би се механџија нашао у чуду, јер не зна за то вино и нема га у понуди. Сутрадан, то би урадио следећи мештанин, наредног дана следећи, итд. Тада би се механџија распитао о том јовачком вину и нашао начин да га набави. Како је то вино било изузетно питко, било је врло лако учинити га пријемчивим и другим посетиоцима кафане. Тако се јовачко вино прочуло свуда по Србији, па чак и на самом српском двору.
У саставу Јовачке виноградарско-земљорадничке задруге, после Другог светског рата, 1946. године, оснива се електричарска задруга. Те године, октобра месеца, електричарска задруга доводи струју у Јовац и Дворицу (међу првим селима у Србији). Тада је у Јовцу, код потока, засијала и прва светлећа реклама, пре него у околним градовима: Параћину, Ћуприји и Јагодини.
Јовачка винарска задруга радила је све до 1958. године, а онда је припала фирми Навип.
Данас се у Јовцу под виновом лозом налази 9,6 хектара земље, са тенденцијом пораста. Јовачки подруми у саставу су фирме „Навип“ из Земуна, а Месна заједница Јовац-Дворица поднела је захтев за реституцију имовине. Очекује се да ће јовачки подруми у најскоријој будућности бити враћени Јовцу и поново пуштени у функцију.
Поред виноградарства, у Јовцу је присутна дуга традиција бављења пчеларством. У почетку су се пчеле гајиле у вршкама (трмкама), а касније, развојем новије технологије, њих су замениле кошнице. Интересантан је податак да су у Јовцу, због повољних услова, пчеларили и људи из околних места и градова. Јовац тренутно има двадесет пчелара и већина њих су чланови удружења пчелара „Раваница“ из Ћуприје. Иначе, просек броја пчелињих друштава по једном пчелару износи негде око десет. Тренутно је у Јовцу присутан пораст броја пчелара и углавном је све више младих људи који се одлучују за бављење овом граном пољопривреде. Уколико се ова позитивна тенденција настави и убудуће, очекује се да у наредном периоду број пчелињих заједница у Јовцу и Дворици нарасте и до хиљаду. Занимљив је статистички податак који указује да је у 2013. години Србија извезла око 3 371 000 кг меда. За две године, Јовац и Дворица могли би да произведу око 40 000 кг меда, што је чак 1,2% од укупног извоза меда из Србије.
Недвосмислено је да потенцијала за бављење овом пољопривредном граном у Јовцу и Дворици има. Охрабрујућ је и податак да број пчелара у нашим местима расте из године у годину и да таква ситуација ствара могућност да и овако мала места у будућности добију свој препознатљив производ
Поред виноградарства и пчеларства, због своје повољне географске позиције и близине три града, Јовац има добрих услова за узгајање воћа, поврћа и стоке. Тренутно мештани највише узгајају житарице (кукуруз, пшеницу, јечам), јагодичасто воће, а од поврћа парадајз, краставац и паприку.

## Образовање
Јовац је једно од ретких села у околини које има основну школу од осам разреда и обданиште са целодневним боравком, чији су просторни капацитети веома велики.
Првобитно име јовачке школе било је ОШ “Вук Стефановић Караџић”, а касније је променила име у ОШ “Ђура Јакшић”. Налази се у центру села и припада матичној школи “Ђура Јакшић” из Ћуприје.
Постоји претпоставка да је основна школа у Јовцу постојала још од 1839. године, али како се први списи који сведоче о њеном постојању појављују тек 1842, ова година узима се за почетак њеног рада. Часове у јовачкој школи у прошлости су похађали ученици из села: Јовац, Дворица, Сињи Вир, Трешњевица, Остриковац, Мајур, Бресје, Главинци, Коларе и Драгошевац.
До 1888. године Јовац није имао сталну школску зграду. Зна се да је извесно време школа радила у приватној кући Петра Вићића. Изградња данашње зграде основне школе започета је 1885, а завршена 1888. године. За њену изградњу највећу заслугу односи Неша Миленковић Нешица, тадашњи председник Јовачке општине и народни посланик окружне Јагодинске скупштине. Без обзира на величину села Јовац и Дворица, као и околних села из којих је долазио велики број ђака, зграда школе била је довољно велика да су се у њој могле обављати и друге активности битне за село.
У јовачкој школи службовали су учитељи из разних крајева Србије, а из ње су на даље школовање излазили многи велики стручњаци, међу којима су: Живојин Миленковић – први Јовчанин са завршеним факултетом, Милоје Ђорђевић Милојица – доктор филолошких наука на одсеку за немачки језик, Саша Боровић – један од највећих стручњака у области кардиохирургије и многи други. Због савремених трендова напуштања сеоских средина и одласка у веће градове, данас јовачка школа бележи константан пад у броју ученика. Чињеница која охрабрује је да број студената у Јовцу износи негде око 50, што је 4,7% од укупног броја становника села. Примера ради, у Трешњевици овај проценат је негде око 1,3%, Остриковцу 2,6%, а на нивоу читаве Републике Србије свега око 3% од укупног броја становника.
Што се тиче вртића, камен темељац свечано је постављен 30. децембра 1980. године. Скоро годину дана касније, 27. новембра 1981, вртић је свечано отворен и званично примио прву генерацију предшколаца. Првобитно његово име било је "Курир Јовица", да би недавно променио име у "Петар Пан". Опремљен је савременим училима и запошљава васпитаче и помоћно особље које деци пружа угодан боравак и неопходне основе за даље школско образовање. Поред предшколског програма, малишанима је доступан и целодневни боравак који укључује три оброка и поподневни одмор. Вртић сваке године организује екскурзије и зимовања, где малишани обилазе знаменитости Србије и међусобно се друже и упознају.

## Знаменити мештани
- Милица Јаковљевић Мир Јам
Према подацима из 4. тома биографија српских писаца у издању Матице српске, Милица Јаковљевић, познатија под псеудонимом Мир Јам рођена је у Јовцу, 22. априла 1887. Била је српска књижевница. Детињство и младост провела је у Крагујевцу, а након Првог светског рата преселила се у Београд. Новинарску каријеру је започела у београдским „Новостима“, а наставила у „Недељним илустрацијама“. Под псеудонимом Мир Јам објавила је више љубавних прича и романа. Умрла је у Београду, 22. децембра 1952. године.
- Млађа Веселиновић
Српски глумац, рођен 1915. године у Јовцу. Предратни је официр војске Краљевине Југославије. У Другом светском рату је заробљен и депортован у логор. У логору је почео да глуми. Са својом супругом Бранком Веселиновић, познатом глумицом, срео су се и заволео у Југословенском драмском позоришту, у којем су били од оснивања, 1947. године.
Умро је 27. децембра 2012. године у Београду.
- Неша Миленковић Нешица
Родио се у Јовцу. Био је председник јовачке општине од 1880. до 1900. године. Народни посланик окружне скупштине јагодинске нахије од 1880. до 1890. године и окружне скупштине моравског округа од 1890. до 1912. године. Лично је познавао краља Милана Обреновића и био његов кућни пријатељ и кум. Када би говорио о њему, краљ би га називао "наш Неша". Са супругом Станком имао је три сина: Живојина-Жику (1876-1948), који је био лекар, Станислава (Јанићија) и Миленка и једну ћерку, Живану (Цајку), која је била удата у Јовцу за Милуна Лукића, оснивача јовачке виноградарске задруге. Неша Миленковић Нешица као председник јовачке општине има велике заслуге за изградњу села Јовца. Његовом заслугом је прошла железничка пруга Београд-Ниш поред села Јовца 1884. године, направљена јовачка школа 1888. године, обновљена и дограђена црква у Јовцу 1895. године и купљено 800 хектара шуме од села Колара у периоду 1884—1888. године.
- Живојин-Жика Миленковић - први мештанин са завршеним факултетом
Рођен 30. јануара 1874. године у Јовцу од оца Неше Миленковића и мајке Станке. Основну школу завршио је у Јовцу, гимназију у Јагодини, а медицину у Грацу (Аустрија) 1901. године. После завршетка студија радио је као срески лекар у Свилајнцу и Јагодини до Балканских ратова 1912—1913. године. У том периоду био је и председник и потпредседник Црвеног крста Јагодинске општине и среза. Године 1906. жени се Зорком Лаковић, ћерком београдског трговца. У то време саградио је кућу у Јагодини, у данашњој улици Кнегиње Милице број 31 (у тој згради је данас фотографска радња "ФОТО ПЕРИЦА").
Као санитетски мајор српске војске, учествује у Балканским ратовима и Првом светском рату 1912—1918. године и са српском војском прелази Албанију и Солунски фронт. Носилац је Албанске споменице 1912.-18 године. После Првог светског рата постављен је за начелника санитетске управе Вардарске бановине у Скопљу. У Скопљу живи са породицом до 1941. године када је због окупације Македоније од стране Бугара морао да се сели поново у Јагодину. У Јагодини живи до смрти, 1948. године. Умире 1948. године у Београду, где је и сахрањен.
- Проф. др Милоје Ђорђевић Милојица - први Јовчанин - доктор наука
Рођен је 27.7.1938. године у селу Јовцу од оца Александра и мајке Цвете (рођене Бранковић из Мијатовца). Осмогодишњу школу завршио је у Јовцу, 1953. године, а Гимназију у Ћуприји 1957. године. После гимназије завршио је комбиноване студије немачког језика и књижевности и српскохрватски језик 1963. године на Филозофском факултету у Сарајеву. На овом факултету радио је од 1963. године најпре као асистент за немачки језик, затим као доцент, као ванредни професор и на крају као редовни професор катедре за историју немачког језика и савремени немачки језик, све до 1992. године, када је морао да напусти Сарајево због распада Југославије.
Постдипломске студије лингвистичког смера завршио је на Филолошком факултету у Београду 1965. године, а докторску дисертацију "Развој аналитичких глаголских облика у немачком језику" одбранио је на Филозофском факултету у Сарајеву 1974. године.
Бавио се питањима из истрије германистике и лексикографије немачког језика, па су то и његови најзначајнији радови из ове области:
1. Умлаут у "Хроници о царевима", Сарајево 1972. године;
2. Неки нови изрази и значења у немачком језику старовисоконемачког периода, Нови Сад 1973. године;
3. Развој перфекта и плусквамперфекта у немачком језику, Сарајево 1976. године.
Супруга, др Мира Ђорђевић је доктор немачког језика и књижевности, али немају деце. Од 1992. године и данас живе у Немачкој.
- Др Саша Боровић
Др Саша Боровић је кардиохирург и ради у Институту за кардиоваскуларне болести „Дедиње“, Београд, од 1996. Знање из области адултне кардиохирургије стицао је током усавршавања у Пољској, Италији и Сједињеним Америчким Државама. Боравио је у Texas Heart Institute, у Хјустону током 2009/2010 године и тада радио као „fellow“, на одељењу за трансплантацију срца и механичку потпору срцу, под менторством професора Фрејзера. Први је лауреат награде „Др Бранислав Радованчевић“ коју је установило Интернационално удружење за трансплантацију срца (Intrenational Society for Heart and Lung Transplantation). Био је главни организатор и један од програмских директора Четвртог међународног форума о срчаној слабости „Брано Радованчевић“ који је одржан у Београду 2011. године. Овај форум је окупио 120 врхунских предавача по позиву из целог света. Др Саша Боровић је биран у стручне комисије и стручна тела за трансплантацију срца од стране Министарства здравља Србије и Републичког фонда за здравствено осигурање.
Током боравка и рада у Хјустону, др Саша Боровић је са водећим људима из Српско-америчке привредне коморе из Хјустона осмислио Medical Student Advancement Program – MedSAP. Интензивно је радио на успостављању програма и преговорима између Српско-америчке привредне коморе из Хјустона и Медицинског факултета у Београду. Од стране Српско-америчке привредне коморе из Хјустона званично је постављен за особу која ће бити спона између две институције и која ће се бринути о регуларности програма. За своја залагања на МедСАП-у, добио је 2012. захвалницу за изванредан допринос унапређењу знања најбољих студената Медицинског факултета. Захвалницу додељује Студентнски парламент Медицинског факултете Универзитета у Београду.
- Горан Максимовић
Пореклом из Јовца је и Горан Максимовић, бивши српски и југословенски стрелац, отац српске олимпијске вицешампионке у стрељаштву, Иване Максимовић.

## Демографија
У насељу Јовац живи 2037 пунолетних становника, а просечна старост становништва износи 44,8 година (43,2 код мушкараца и 46,2 код жена). У насељу има 398 домаћинстава, а просечан број чланова по домаћинству је 3,16.
Ово насеље је великим делом насељено Србима (према попису из 2002. године), а у последња три пописа, примећен је пад у броју становника.
"Крста носе на други дан св. Тројице. Селска је слава Младенци, коју су изодавна установили, због престанка неке заразне болести, која је јако у људма и стоци беснила."-Јован Мишковић
|  |

| Демографија | Демографија | Демографија |
| Година      | Становника  | Становника  |
| ----------- | ----------- | ----------- |
| 1948.       | 1.848       |             |
| 1953.       | 1.945       |             |
| 1961.       | 1.907       |             |
| 1971.       | 1.927       |             |
| 1981.       | 1.684       |             |
| 1991.       | 1.499       | 1.411       |
| 2002.       | 1.258       | 1.332       |

| Етнички састав према попису из 2002.‍ | Етнички састав према попису из 2002.‍ | Етнички састав према попису из 2002.‍ | Етнички састав према попису из 2002.‍ | Етнички састав према попису из 2002.‍ |
| ------------------------------------ | ------------------------------------ | ------------------------------------ | ------------------------------------ | ------------------------------------ |
|                                      |                                      |                                      |                                      |                                      |
| Срби                                 | Срби                                 |                                      | 1.244                                | 98,88%                               |
| Македонци                            | Македонци                            |                                      | 2                                    | 0,15%                                |
| Црногорци                            | Црногорци                            |                                      | 1                                    | 0,07%                                |
| Хрвати                               | Хрвати                               |                                      | 1                                    | 0,07%                                |
| Југословени                          | Југословени                          |                                      | 1                                    | 0,07%                                |
| непознато                            | непознато                            |                                      | 8                                    | 0,63%                                |

| \| \| м \| \| \| ж \| \| ? \| 0 \| \| \| 4 \| \| 80+ \| 9 \| \| \| 16 \| \| 75—79 \| 23 \| \| \| 41 \| \| 70—74 \| 55 \| \| \| 70 \| \| 65—69 \| 51 \| \| \| 71 \| \| 60—64 \| 37 \| \| \| 43 \| \| 55—59 \| 20 \| \| \| 23 \| \| 50—54 \| 44 \| \| \| 34 \| \| 45—49 \| 57 \| \| \| 45 \| \| 40—44 \| 60 \| \| \| 53 \| \| 35—39 \| 42 \| \| \| 40 \| \| 30—34 \| 25 \| \| \| 26 \| \| 25—29 \| 28 \| \| \| 26 \| \| 20—24 \| 27 \| \| \| 29 \| \| 15—19 \| 51 \| \| \| 41 \| \| 10—14 \| 41 \| \| \| 34 \| \| 5—9 \| 21 \| \| \| 29 \| \| 0—4 \| 20 \| \| \| 22 \| \| Просек : \| 43,2 \| \| \| 46,2 \| |      |  |  |      |
| |      |  |  |      |
| | м    |  |  | ж    |
| ? | 0    |  |  | 4    |
| 80+ | 9    |  |  | 16   |
| 75—79 | 23   |  |  | 41   |
| 70—74 | 55   |  |  | 70   |
| 65—69 | 51   |  |  | 71   |
| 60—64 | 37   |  |  | 43   |
| 55—59 | 20   |  |  | 23   |
| 50—54 | 44   |  |  | 34   |
| 45—49 | 57   |  |  | 45   |
| 40—44 | 60   |  |  | 53   |
| 35—39 | 42   |  |  | 40   |
| 30—34 | 25   |  |  | 26   |
| 25—29 | 28   |  |  | 26   |
| 20—24 | 27   |  |  | 29   |
| 15—19 | 51   |  |  | 41   |
| 10—14 | 41   |  |  | 34   |
| 5—9 | 21   |  |  | 29   |
| 0—4 | 20   |  |  | 22   |
| Просек : | 43,2 |  |  | 46,2 |

| Година пописа     | 1948. | 1953. | 1961. | 1971. | 1981. | 1991. | 2002. |
| ----------------- | ----- | ----- | ----- | ----- | ----- | ----- | ----- |
| Број домаћинстава | 371   | 413   | 460   | 507   | 485   | 432   | 398   |

| Број чланова      | 1  | 2   | 3  | 4  | 5  | 6  | 7 | 8 | 9 | 10 и више | Просек |
| ----------------- | -- | --- | -- | -- | -- | -- | - | - | - | --------- | ------ |
| Број домаћинстава | 73 | 109 | 58 | 65 | 42 | 41 | 4 | 5 | 1 | 0         | 3,16   |

| Пол    | Укупно | Неожењен/Неудата | Ожењен/Удата | Удовац/Удовица | Разведен/Разведена | Непознато |
| ------ | ------ | ---------------- | ------------ | -------------- | ------------------ | --------- |
| Мушки  | 529    | 131              | 351          | 31             | 16                 | 0         |
| Женски | 562    | 78               | 350          | 121            | 12                 | 1         |
| УКУПНО | 1.091  | 209              | 701          | 152            | 28                 | 1         |

| Пол    | Укупно                    | Пољопривреда, лов и шумарство | Рибарство                            | Вађење руде и камена | Прерађивачка индустрија       |
| ------ | ------------------------- | ----------------------------- | ------------------------------------ | -------------------- | ----------------------------- |
| Мушки  | 247                       | 44                            | 0                                    | 0                    | 119                           |
| Женски | 102                       | 22                            | 0                                    | 0                    | 23                            |
| Укупно | 349                       | 66                            | 0                                    | 0                    | 142                           |
|        |                           |                               |                                      |                      |                               |
| Пол    | Производња и снабдевање   | Грађевинарство                | Трговина                             | Хотели и ресторани   | Саобраћај, складиштење и везе |
| Мушки  | 4                         | 9                             | 21                                   | 0                    | 9                             |
| Женски | 0                         | 2                             | 12                                   | 1                    | 0                             |
| Укупно | 4                         | 11                            | 33                                   | 1                    | 9                             |
|        |                           |                               |                                      |                      |                               |
| Пол    | Финансијско посредовање   | Некретнине                    | Државна управа и одбрана             | Образовање           | Здравствени и социјални рад   |
| Мушки  | 0                         | 0                             | 6                                    | 3                    | 6                             |
| Женски | 0                         | 2                             | 3                                    | 13                   | 15                            |
| Укупно | 0                         | 2                             | 9                                    | 16                   | 21                            |
|        |                           |                               |                                      |                      |                               |
| Пол    | Остале услужне активности | Приватна домаћинства          | Екстериторијалне организације и тела | Непознато            | Непознато                     |
| Мушки  | 5                         | 0                             | 0                                    | 21                   | 21                            |
| Женски | 2                         | 0                             | 0                                    | 7                    | 7                             |
| Укупно | 7                         | 0                             | 0                                    | 28                   | 28                            |